# Nadia Toffa
Nadia Toffa (ur. 10 czerwca 1979 w Brescii, zm. 13 sierpnia 2019 tamże) – włoska dziennikarka, prezenterka telewizyjna programu satyrycznego spraw bieżących Le Iene, który w 2017 roku zwrócił uwagę na serię opowieści o wpływie rzekomych testów jądrowych na środowisko w laboratorium Gran Sasso.

## Życiorys
Po ukończeniu studiów na kierunku literatura na Uniwersytecie we Florencji, Toffa po raz pierwszy wystąpiła w telewizji w wieku 23 lat w lokalnym kanale Emilia-Romagna Telesanterno, a od 2005 do 2009 roku pracowała w Retebrescii, lokalnym kanale swojego rodzinnego miasta Brescii.
LW 2009 roku, w wieku 30 lat, Toffa został reporterem programu telewizyjnego Le Iene, nagrywając liczne raporty. Do najbardziej znanych należą rzekome oszustwa prowadzone przez apteki przeciwko krajowej służbie zdrowia, rozprzestrzenianie automatów do gier, nielegalne usuwanie odpadów w Kampanii Camorry, rosnące tempo nowotworów w „trójkącie” śmierci ”między Neapolem a Casertą oraz w „ krainie trucizn ”w Crotone.
21 listopada 2017 r. Toffa przedstawiła raport o rzekomo niebezpiecznym eksperymencie nuklearnym ukrytym w laboratorium Gran Sasso, jednak raport ten został uznany przez świat akademicki za nieuzasadniony.
W 2015 roku została laureatką Międzynarodowej Nagrody Dziennikarskiej: „Nagroda Specjalna - Prezenter telewizyjny roku”.
W 2017 roku jej nazwisko było trzecim najczęściej wyszukiwanym nazwiskiem osobistym w Google na całym świecie.
2 grudnia 2017 roku Toffa doznała upadku podczas raportu w Trieście, co doprowadziło do jej tymczasowego odejścia z życia zawodowego. 11 lutego 2018 roku Toffa ujawniła, że jej upadek był spowodowany guzem, z którym walczyła.
13 sierpnia 2019 roku o godzinie 07:39 w wieku 40 lat Toffa zmarła na raka mózgu w rodzinnym mieście Brescia, hospitalizowana była od początku lipca po pogorszeniu stanu zdrowia.